# Diaptomus santafesinus
Diaptomus santafesinus is een eenoogkreeftjessoort uit de familie van de Diaptomidae. De wetenschappelijke naam van de soort is voor het eerst geldig gepubliceerd in 1967 door Ringuelet & Ferrato.